# New York Film Festival
New York Film Festival er en filmfestival for amerikanske film grundlagt i 1963, der årligt finder sted på Lincoln Center i New York.
Denne ikke-konkurrencebetonede festival blev etableret af Amos Vogel og Richard Roud. Den nuværende direktør er Richard Peña, der også er formand for udvælgelseskomitéen, som omfatter Kent Jones, redaktør på magasinet Film Commentent, og kritikerne Melissa Anderson, Scott Foundas fra LA Weekly, og J. Hoberman fra The Village Voice.